# Aloe metallica
Aloe metallica es una especie de planta suculenta de aloe. Es endémica de Angola.

## Descripción
Aloe metallica crece de forma individual y sin tallo o con un tronco corto. Las 15 estrechas hojas lanceoladas forman una densa roseta. La lámina de color gris azulado, brillante y metálico lámina de  25 a 40 cm de largo y 7-9 cm de ancho con dientes marrones, rojizos en el margen marrón rojizo claro y miden de 2-3 mm de largo y están de 10 a 20 milímetros de distancia. La inflorescencia es simple o poco ramificada y alcanza una longitud de hasta 120 centímetros. Las blancas, lanceoladas y puntiagudas brácteas tienen una longitud de 18 a 20 milímetros y 8 milímetros de ancho.  Las flores son rojizo-rosadas  en tallos florales de 8 mm de largo, miden 32 mm de largo y son redondeadas en la base. 

## Distribución y hábitat
Aloe metallica se encuentra en Angola, cerca del río Cuchi en la comuna de Cuchi donde es común en las rocas de piedra arenisca en altitudes de 1300 a 1430 metros.

## Taxonomía
Aloe metallica fue descrita por Engl. & Gilg y publicado en Kunene-Sambesi-Expedition 191. 1903.
Etimología
Ver: Aloe
metallica: epíteto latino que significa "metálica".